# شارع إليزابيث في ميلبورن
أحد الشوارع الرئيسية في منطقة الأعمال المركزية هو شارع إليزابيث في ملبورن ، فيكتوريا ، أستراليا ، وهو جزء من Hoddle شبكة هودل وهو اسم أطلق على مجموعه شوارع  (الذي تم وضعه في عام 1837. من المفترض أنه تم تسميته على شرف زوجة الحاكم ريتشارد بورك.
ويشتهر الشارع بكونه منطقة تسوق للبيع بالتجزئة ، خاصة للدراجات النارية والكاميرات. كما أنه متصل أيضًا بأهم وجهات التسوق والسياح مثل Bourke Street Mall (مجمع شارع بروك التجاري)و Melbourne's GPO ومركز ملبورن المركزي للتسوق وسوق الملكة فيكتوريا .

## الجغرافية

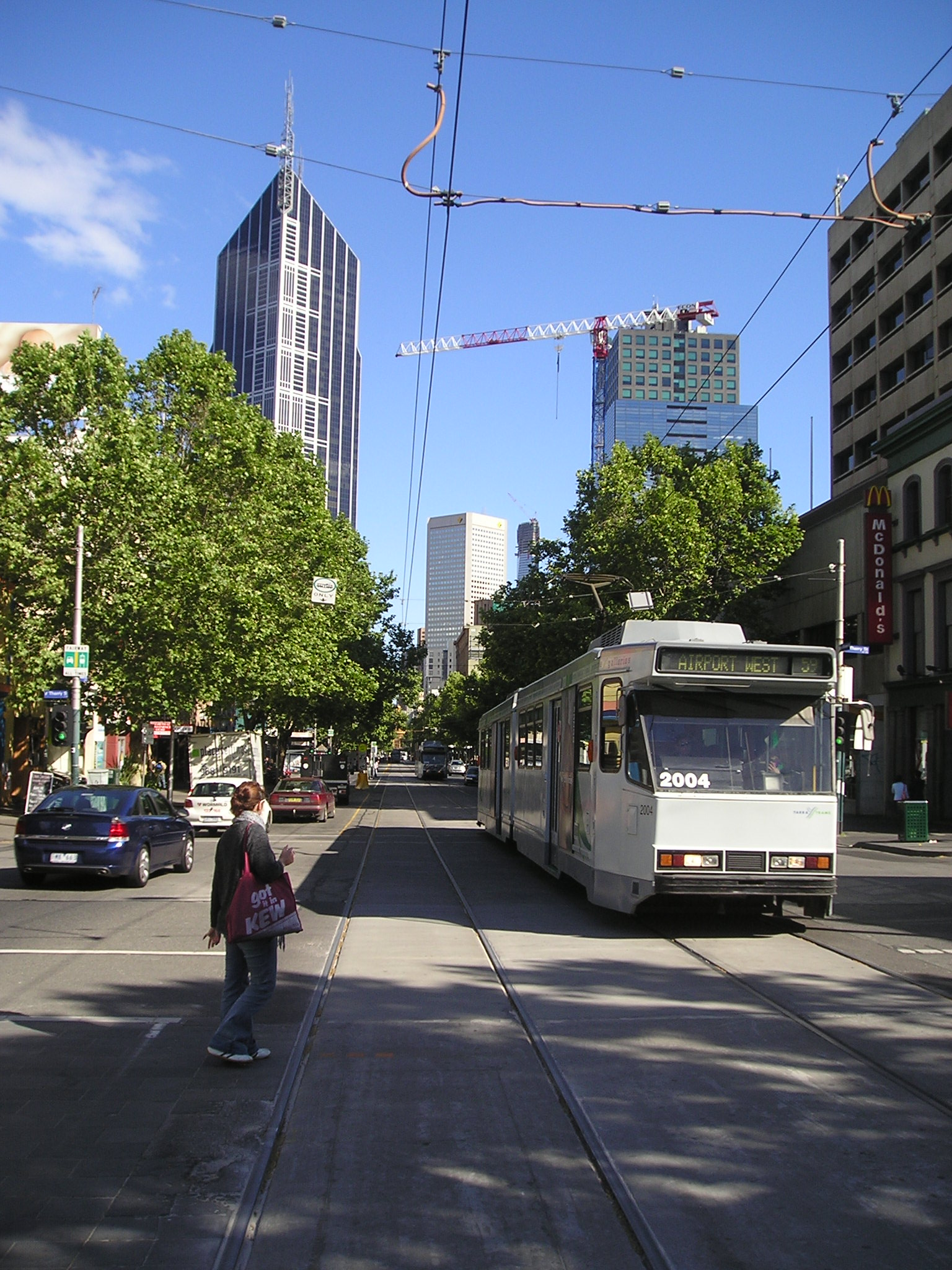
شارع إليزابيث ، باتجاه الجنوب من سوق الملكة فيكتوريا

ويمتد الشارع تقريبًا من الشمال إلى الجنوب بين شارع كوين وشارع سوانستون . وفي الطرف الجنوبي ، ينتهي الشارع عند محطة شارع فليندر ، بينما ينتهي الطرف الشمالي عند شارع جرايتن ، شمال دوار هاي ماركت .
بينما يربط هايماركت شارع إليزابيث بشارع بيل باتجاه الجنوب الغربي ، وطريق فليمنجتون إلى الشمال الغربي ، ورويال باريد من الشمال وشارع جراتان من الشرق. ويزداد تعقيد هذا الدوار المعقد المزدحم بحركة المرور بسبب مرور الترام عبره على طرق مختلفة. وقد تم تركيب إشارات المرور على دوار في عام 2011 للحد من تعقيد خطير للتقاطع، وكان يعمل بشكل أفضل من السابق هذا الدوار . 

### الفيضانات
أدنى نقطة في المنطقة التجارية المركزية في ملبورن هو شارع إليزابيث ، حيث ترتفع الأرض إلى الشرق والغرب ، وبشكل تدريجي في الشمال. وقد تم بناء الشارع على قمة جدول طبيعي تاريخي وعانى من فيضانات عديدة في تاريخ ملبورن.
وبالفعل حدثت فيضانات مفاجئة جنوبا باتجاه نهر يارا في 1882 و 1972 ومؤخرا خلال العواصف الفيكتورية 2010 .  ويمتد مصرف إليزابيث ستريت من كارلتون في الشمال إلى نهر يارا في الجنوب ، ويحمل مياه الأمطار من الضواحي الشمالية الداخلية ووسط المدينة. هذا الصرف هو مصدر مهم للملوثات التي تدخل منطقة يارا السفلى.

## أبنية جديرة بالذكر

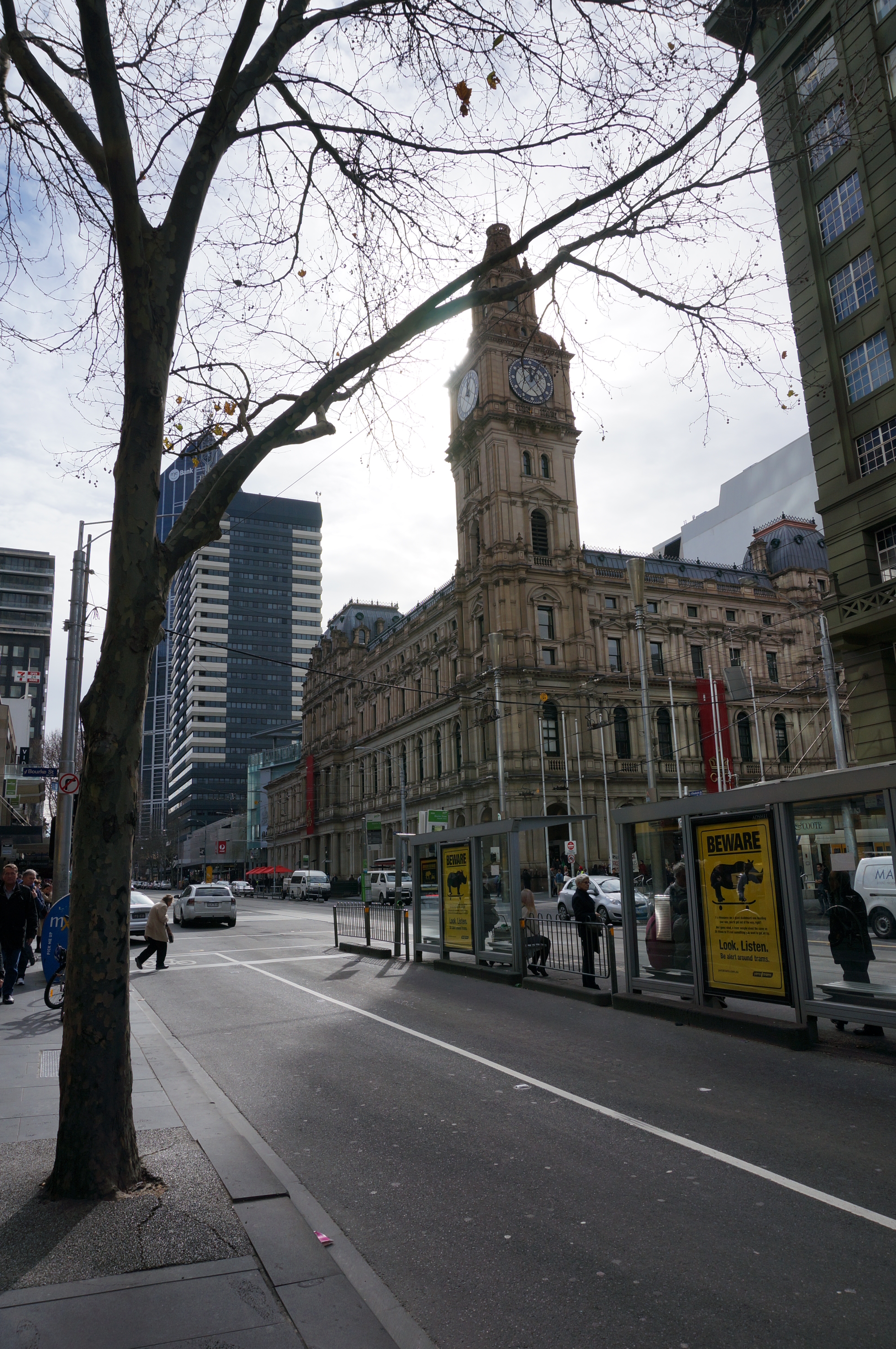
يقع GPO في ملبورن في زاوية إليزابيث وبورك

ويعد شارع إليزابيث موطنًا للعديد من المباني المهمة تاريخيًا والمنشئات الحديثة والأعمال الفنية. ويتم سرد هذه الأعمال المختلفة في كل من سجل التراث الفيكتوري والصندوق الوطني لأستراليا .

### سجل التراث الفيكتوري
- محطة شارع فليندرز
- مبنى مدينة ملبورن
- مكتب البريد العام
- مراحيض تحت الأرض
- ميتشل هاوس
- بلوك أركيد
- رويال أركيد
- سوق الملكة فيكتوريا
- فندق هوشيز جدارية
- شركة ملفورد موتورز السابقة
- كنيسة القديس فرنسيس [7]

### مبنى (الثقة الوطنية)
- 289 شارع اليزابيث
- مبنى أنجوس وروبرتسون
- فندق لندن
- فندق رويال ساكسون
- مبنى ارجوس
- مبنى باتون
- بروكس تشامبرز
- مبنى مايكلز
- أمبول هاوس ( هدمته جامعة ملبورن واستبدله بمعهد بيتر دوهرتي )
- بنك كولونيال السابق
- مجمع مصنع كوداك السابق
- فندق هوشيز السابق وريتشارد بيك جدارية
- نافورة الشرب من اتحاد الاعتدال المسيحي للمرأة
- مستودعات المحكمة Heape [8]

## ضواحي الدراجات النارية والكاميرا

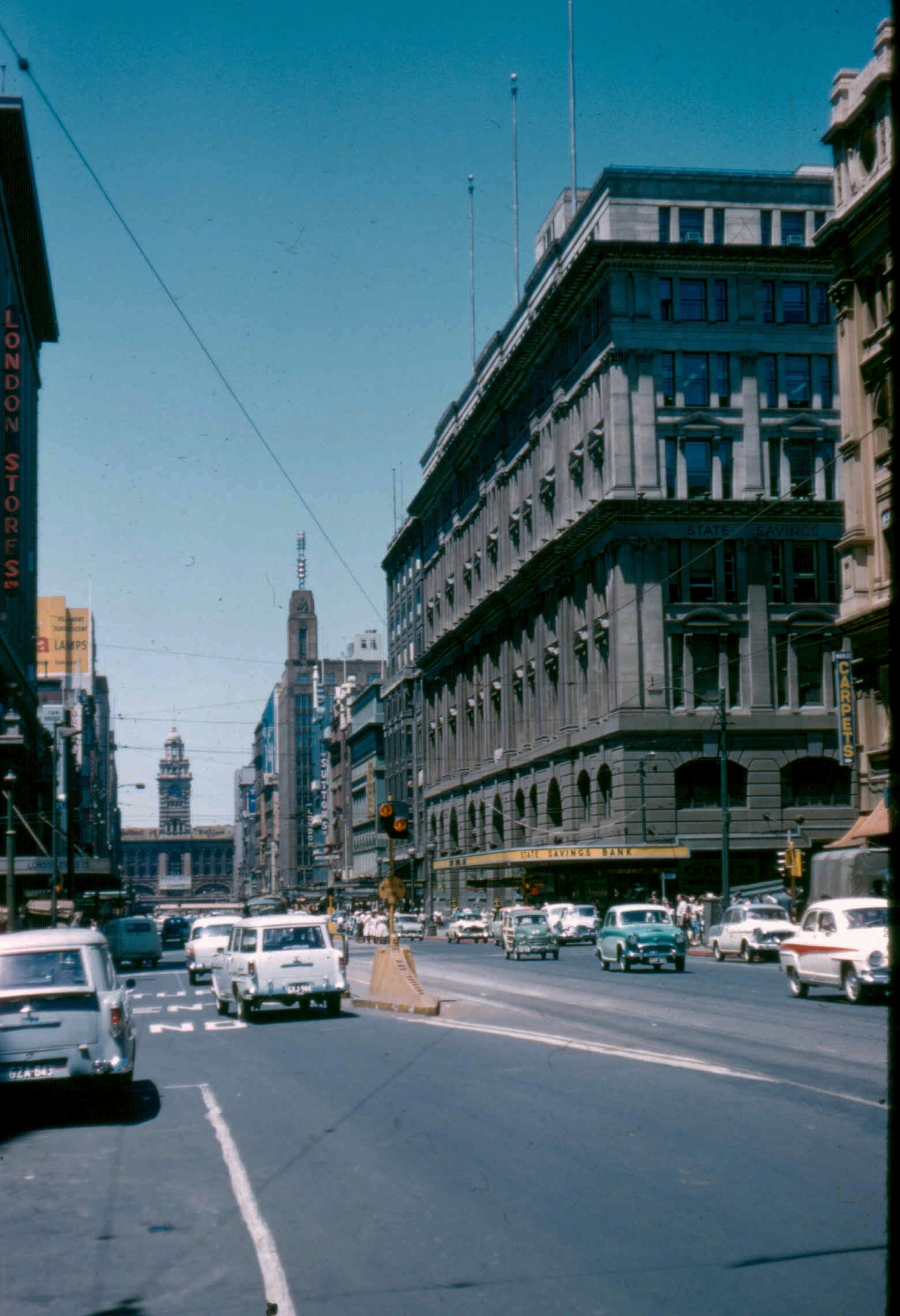
شارع إليزابيث ، ملبورن حوالي عام 1960

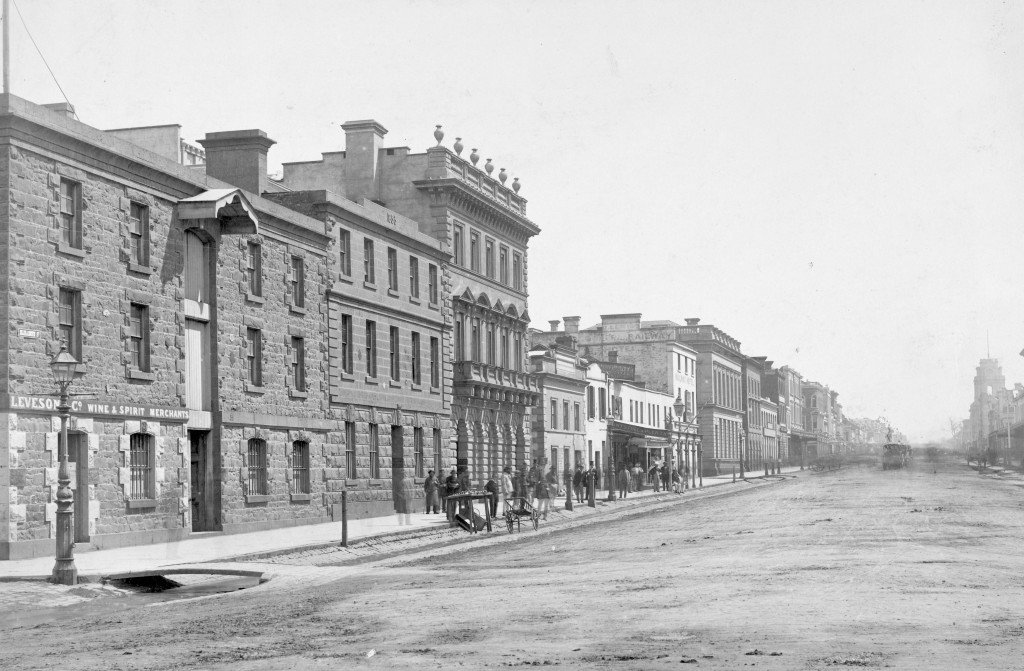
شارع إليزابيث في عام 1870

وكما يوجد عدد كبير من متاجر البيع بالتجزئة في شارع إليزابيث ، وعلى الرغم من أن الشارع ربما يكون الأكثر شهرة هو موطن لعدد من تجار التجزئة للتصوير الفوتوغرافي وعدد كبير من تجار الدراجات النارية. وكان الشارع موطنًا لبيع الدراجات النارية بالتجزئة في ملبورن الداخلية منذ عام 1903 ، وهي أطول منطقة موجودة في العالم.

## المواصلات
وبالإضافة إلى محطة شارع فليندر في الطرف الجنوبي ، يقع المخرج الغربي لمحطة ملبورن المركزية للسكك الحديدية عند تقاطع شارعي Latrobe و Elizabeth. يمتد عدد من خدمات الترام على طول الشارع ، بما في ذلك طريق 19 ترامًا إلى كوبورغ الشمالية ، وتوجيه 59 ترامًا إلى غرب المطار وتوجيه 57 ترامًا إلى غرب ماريبيرنونج .

## روابط خارجية
- شارع إليزابيث في فيضان ، 1882 مكتبة ولاية فيكتوريا ، تم الوصول إليه في 23 مارس 2015.
- شارع إليزابيث في فيضان ، 1862 مكتبة ولاية فيكتوريا ، تم الوصول إليه في 23 مارس 2015.
- فيضان شارع إليزابيث ، 1972